# Tax Justice Network
Il Tax Justice Network (in italiano: Rete di giustizia fiscale) è un gruppo di pressione strutturato in una coalizione di ricercatori e attivisti con una preoccupazione condivisa su ciò che sostengono siano gli effetti nocivi di evasione fiscale, elusione fiscale, competizione fiscale e paradisi fiscali, che "corrompono i regimi fiscali nazionali e di regolamentazione onshore e distorcono premiando azioni economiche free-riders e disorientamento degli investimenti".